# الدوري الفنزويلي لكرة السلة
الدوري الفنزويلي لكرة السلة هو دوري كرة سلة للمحترفين في فنزويلا تأسس في 1974 يلعب فيه 10 فريقاً. يعتبر فريق مارينوس دي أنزواتيغي هو الأكثر تتويجا باللقب.

## أبرز الفرق
- مارينوس دي أنزواتيغي
- مارغريتا جويكويريس
- تروتاموندوس دي كارابوبو

## وصلات خارجية
- الموقع الإلكتروني